# Клиффорд, Генри, 10-й барон де Клиффорд
Сэр Генри Клиффорд (англ. Sir Henry Clifford; приблизительно 1454 — 23 апреля 1523) — английский аристократ, 10-й барон де Клиффорд с 1485 года. Дед и отец Клиффорда погибли в войнах Алой и Белой розы, сражаясь на стороне Ланкастеров, а их владения были конфискованы. Генри в примерно семилетнем возрасте остался без наследства. Согласно ряду источников, он был вынужден скрываться, жил в крестьянской семье и сам пас овец, из-за чего впоследствии получил прозвище «лорд-пастух»; современные учёные считают эту историю малодостоверной. В 1472 году Клиффорд получил помилование от короля Эдуарда IV Йоркского. После свержения Йорков в 1485 году он стал верным слугой Генриха VII Тюдора, который восстановил его в правах и сделал одним из главных своих доверенных лиц на севере Англии. Клиффорд занимался приведением в покорность северных графств, участвовал в борьбе с восстанием Ламберта Симнела в 1487 году и войнах с Шотландией (в частности, сражался в 1513 году при Флоддене).
Сэр Генри был астрономом-любителем. Он был женат дважды, и отношения с обеими жёнами оставляли желать лучшего. В конце жизни Клиффорд конфликтовал со старшим сыном и наследником — тоже Генри, впоследствии 1-м графом Камберлендом. В XIX веке барон стал героем нескольких литературных и музыкальных произведений.

## Биография

### Происхождение и ранние годы
Генри Клиффорд принадлежал к знатному роду, известному с XI века и владевшему обширными землями на севере Англии — в Камберленде, Йоркшире, Уэстморленде, Дареме. Клиффорды, носившие с 1299 года баронский титул, были одним из самых могущественных семейств в этом регионе, а применительно к XV веку их называют в историографии одним из самых влиятельных родов во всей Англии. Генри, старший из трёх сыновей Джона, 9-го барона де Клиффорда, и Маргарет Бромфлет, родился в замке Скиптон в Йоркшире, принадлежавшем многим поколениям его предков, приблизительно в 1454 году. Уже через год вражда между двумя ветвями английского королевского дома, Ланкастерами и Йорками, переросла в полноценную войну, известную как Войны Алой и Белой розы. Отец и дед мальчика встали в этой войне на сторону короля Генриха VI, принадлежавшего к династии Ланкастеров. В первом же сражении (при Сент-Олбансе, 22 мая 1455 года) погиб Томас Клиффорд, дед Генри. 28 марта 1461 года при Феррибридже погиб и Джон, отец Генри, один из самых ожесточённых врагов Йорков. Захвативший власть в Англии Эдуард IV из Йоркской династии 4 ноября того же года добился от парламента конфискации баронского титула и всех земель Клиффордов. Большая часть семейных владений была пожалована Ричарду Невиллу, графу Уорику; брат короля Ричард Глостерский получил баронию Уэстморленд, а сэр Уильям Стэнли — баронию Скиптон.
Генри, которому было тогда около семи лет, оказался лишён наследства. Долгое время было принято считать, что мать тайно отправила юного Клиффорда из Скиптона в поместье Лондонсборо; там он провёл всё детство в семье одного из слуг и ухаживал за овцами, оставшись неграмотным, из-за чего впоследствии получил прозвище «лорд-пастух». Впервые эта история фигурирует, по-видимому, у антиквара XVI века Эдварда Холла. В XVII веке её повторила леди Энн Клиффорд, написавшая историю семьи. По мнению исследовательницы Джессики Малай, леди Энн стремилась подчеркнуть роль женщин в истории рода Клиффордов и потому сделала повествование максимально драматичным: она пишет, что Эдуард IV хотел отомстить юному Генри за гибель брата, а баронесса Маргарет бросила королю вызов, чтобы спасти сына. Многие учёные XIX—XX веков считали историю о «лорде-пастухе» правдивой, но в современной науке её называют сомнительной или даже апокрифической. Джеймс Росс полагает, что Клиффорд мог скрываться разве что недолгое время после гибели отца; Малай — что он «провёл несколько лет в сельском уединении» в Камберленде, автор биографии Клиффорда в Оксфордском словаре Саммерсон — что он, «возможно, счёл благоразумным не высовываться» в первые годы правления Йорков. При этом известно, что барон был весьма образованным для своего времени человеком и что, например, в 1466 году он получил наследство от некоего Генри Харлингтона из Крейвена. Это доказывает, что в то время Генри точно не скрывался от властей.
В 1470 году Ланкастеры ненадолго вернулись к власти. Граф Уорик теперь был их союзником, а его брат Джон Невилл, 1-й маркиз Монтегю, стал опекуном Генри Клиффорда на время его несовершеннолетия; однако уже 14 апреля 1471 года оба Невилла погибли в битве при Барнете. Вскоре Эдуард IV вернулся на трон. 16 марта 1472 года он даровал Клиффорду полное помилование и разрешил унаследовать земли своего деда по материнской линии Генри Бромфлета, барона Вески, умершего тремя годами ранее. Правда, треть этих владений оставалась за матерью Генри в качестве вдовьей доли до её смерти в 1493 году.

### При Генрихе VII

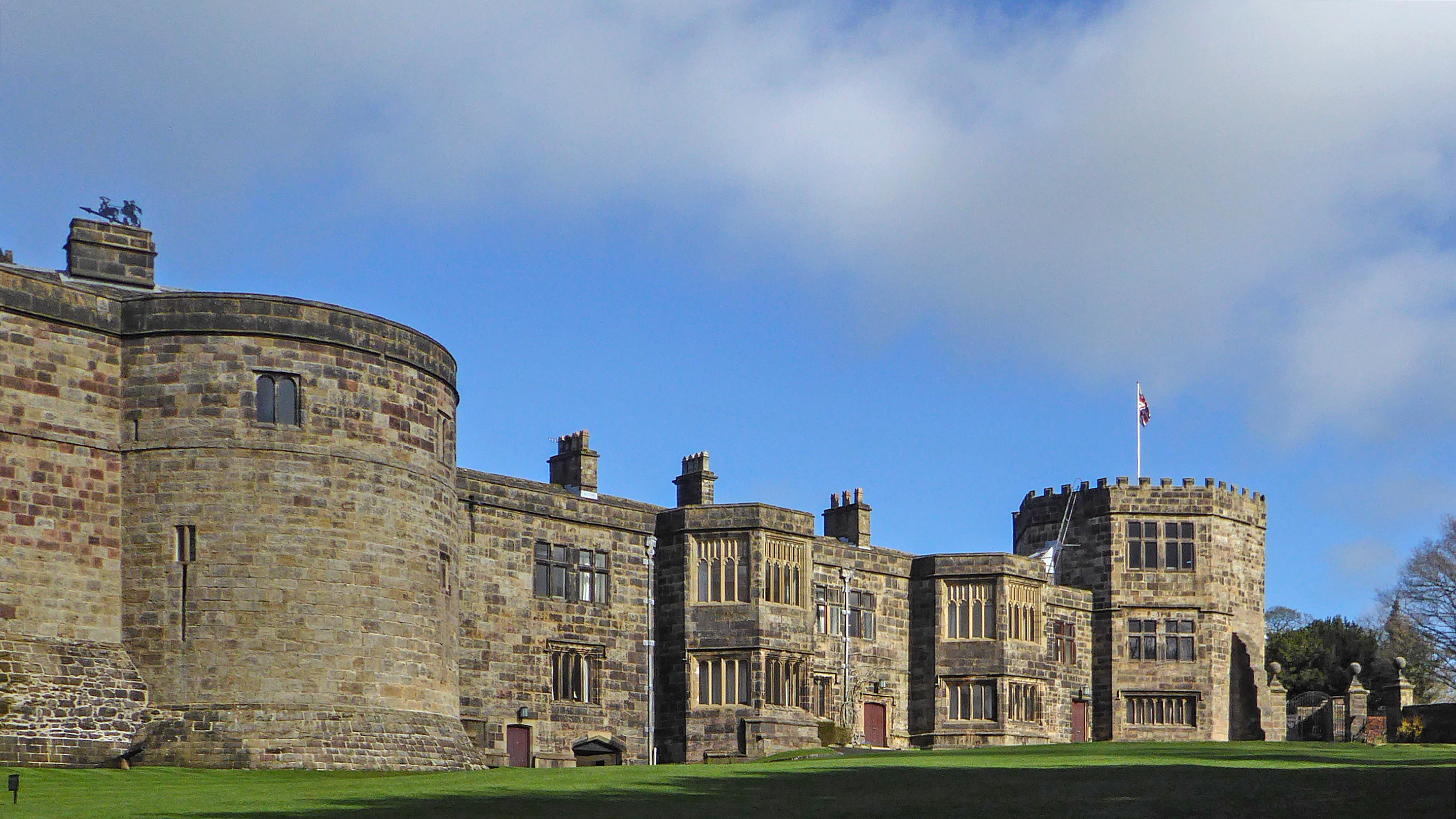
Замок Скиптон в Йоркшире, одна из главных резиденций Клиффордов

Источники ничего не сообщают о том, что происходило в жизни Генри Клиффорда в период между 1472 и 1485 годами. По-видимому, он оставался в Англии, и это делало власть Ричарда Глостерского над землями Клиффордов довольно шаткой. В 1483 году Ричард стал королём, а в 1485 году он погиб при Босворте в битве с ланкастерским претендентом на корону Генрихом Тюдором. Это событие изменило жизнь Клиффорда. Новый король, получивший имя Генрих VII, вызвал его в первый же свой парламент (15 сентября 1485 года) и вернул ему всё родовое достояние — земли и баронский титул. 9 ноября того же года Клиффорд был посвящён в рыцари. Он стал главной опорой короля в северных графствах, где следил за соблюдением мира и заседал в разного рода комиссиях. Графов Нортумберленда и Уэстморленда, заподозренных в подготовке мятежа, сэр Генри арестовал и отправил в Лондон, а тем дворянам, которые согласились признать нового монарха, гарантировал безопасность (1486 год).
В северных графствах были очень сильны позиции йоркистов, а потому у Генриха VII, по-видимому, был только один выход — увеличивать власть Клиффорда в этом регионе. 2 мая 1486 года король передал сэру Генри баронию Мидлэм (в прошлом — главный оплот власти Ричарда III на севере) и управление Ричмондом. В октябре 1486 года, в ожидании вторжения шотландцев, барон заседал в комиссии по «сбору для короля всех прибылей, вытекающих из королевских поместий и земель в графствах Уэстморленд и Камберленд, лордства Пенрит и леса Инглвуд». В 1487 году, во время восстания йоркистов во главе с Ламбертом Симнелом, Клиффорд защищал Йорк; в бою с поддержавшими мятежников лордами Скрупом из Месема и Скрупом из Болтона он потерпел поражение, которое некоторые учёные называют катастрофическим. Симнел вскоре был разгромлен основными силами королевской армии. Сэр Генри же в последующие годы пытался подчинить Йорк своему влиянию, но всякий раз натыкался на ожесточённое сопротивление горожан. Они отказывались впустить его в Йорк, признать за ним полномочия городского капитана, право требовать людей для армии и влиять на подбор кандидатов в Палату общин. Такое поведение резко контрастировало с готовностью тех же людей служить «милостивому лорду герцогу Глостеру» в предыдущие годы. Барон так и не смог показать Генриху VII, что полностью контролирует ситуацию в Йорке.
В 1494 году Клиффорд был в Лондоне. Вместе со вторым сыном короля, принцем Генрихом (впоследствии королём Генрихом VIII), и рядом других аристократов он стал рыцарем Бани. Последующие годы сэр Генри провёл в основном на севере; в 1497 году он возглавил большой поход против шотландцев и взял замок Норэм. На рубеже веков барон, вероятно, был членом Совета Севера, находившегося тогда под номинальным руководством принца Артура, а в реальности возглавлявшегося архиепископом Йоркским Томасом Сэвиджем.
Будучи одним из крупнейших вельмож королевства, Клиффорд всегда имел только региональные интересы. Он постоянно ездил по Уэстморленду и Йоркширу, из одного своего поместья в другое, перестраивал и ремонтировал замки и усадьбы. Барон старался поддерживать хорошие отношения со своими вассалами и соседями с помощью щедрости и гостеприимства: например, в 1521 году он организовал «Великое Рождество» в замке Броу. Большие доходы позволяли сэру Генри создавать новые семейные союзы и укреплять уже существующие. Он имел репутацию главного покровителя монастырей в Северной Англии и постоянно переписывался с целым рядом аббатов. Однако даже богатые пожертвования не всегда обеспечивали Клиффорду необходимое ему влияние: например, в 1518 году йоркский архидьякон отказался признать назначенного бароном приходского священника в Конисбурге, так как это было бы «против совести».
Иногда происходили открытые конфликты с соседями. Так, в 1491 году Томас Дакр, 2-й барон Дакр, забрал из-под опеки Клиффорда «без его разрешения и не без опасности для его личности» богатую наследницу Элизабет Грейсток (права на опекунство сэр Генри купил у графа Оксфорда). Дело дошло до открытых столкновений, так что распря двух баронов рассматривалась в Звёздной палате, и они были оштрафованы на двадцать фунтов каждый. По-видимому, этот конфликт сделал Клиффорда менее достойным доверия в глазах монарха. Позже, в 1496 году, капитан Карлайла Генри Уайатт написал Генриху VII письмо, в котором раскритиковал барона как неэффективного администратора.

### Поздние годы

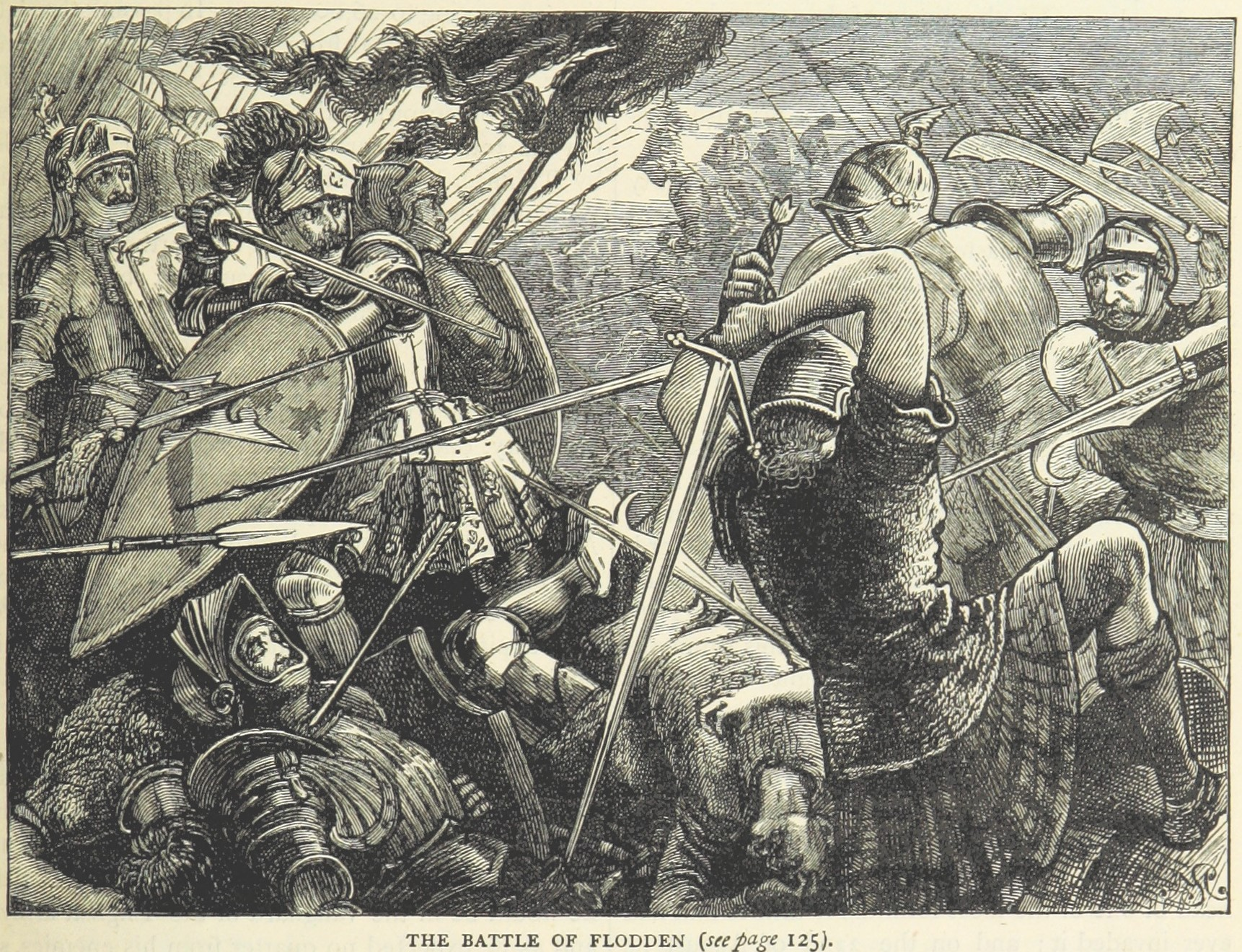
Битва при Флоддене. Гравюра XIX века

В последние годы правления Генриха VII Клиффорд часто вызывал неудовольствие короля. Ему не удавалось выступить в роли стабилизирующей силы на севере, как того хотел монарх: он долго враждовал с богатыми землевладельцами Кристофером Морсби и Роджером Темпестом, а однажды возглавил сопротивление местного дворянства введению нового налога. В отместку Генрих конфисковал должность верховного шерифа Уэстморленда, которую традиционно занимали бароны Клиффорд (1505 год). Сэру Генри пришлось к тому же внести залог в тысячу фунтов как гарантию верности королю, ещё двести фунтов для скрепления обязательства не покидать совет без разрешения и две тысячи фунтов как гарантию сохранения мира с Темпестом. Только через год барон получил полное помилование и снова стал шерифом Уэстморленда; в течение этого времени прибыль от должности получала корона.
Генрих VII умер 21 апреля 1509 года, и Клиффорд присутствовал на его похоронах в Вестминстерском аббатстве, а потом на коронации Генриха VIII (23 июня того же года) в качестве рыцаря-знаменосца. В 1513 году, когда началась война с Шотландией, сэр Генри выставил отряд в 323 человека и возглавил авангард английской армии. В битве при Флоддене 9 сентября англичане одержали полную победу; Клиффорд захватил в сражении три вражеских пушки, которые увёз в свой замок Скиптон. В 1521 году барон выделил тысячу марок на подготовку к военной экспедиции во Францию, и это был один из самых крупных частных взносов.
Осенью 1522 года сэр Генри должен был возглавить армию в очередном походе на шотландцев, но он не смог это сделать из-за болезни. Барон умер 23 апреля 1523 года. Его тело было похоронено либо в Болтоне, либо в монастыре Шап.

### Семья
Генри Клиффорд был женат дважды. Возможно, в конце 1486 года (самая поздняя из возможных дат — 1493 год) он женился на Анне Сент-Джон из Блетсо, дочери сэра Джона Сент-Джона и Элис Брэдшоу. Сэр Джон был единоутробным братом Маргарет Бофорт, так что Анна приходилась двоюродной сестрой королю Генриху VII. Отношения между супругами не были мирными из-за неверности барона, и это наверняка отражалось на взаимоотношениях сэра Генри и монарха. В какой-то момент супруги даже решили расстаться; мать короля предложила Анне поселиться у неё вместе с дочерьми, но позже этот кризис был урегулирован. Генри и Анна оставались вместе до самой смерти баронессы в 1508 году.
К июлю 1511 года барон женился во второй раз — на Флоренс Падси, вдове Томаса Толбота, дочери Генри Падси из Берфорта и Маргарет Коньерс. Этот брак тоже был не слишком благополучным. Однажды Флоренс подала в Йоркский консисториальный суд иск о восстановлении супружеских прав; сэр Генри в ответ обвинил её в прелюбодеянии с одним из слуг, неким Роджером Уортоном. Тот во время допроса в суде ничего не стал отрицать, но сделал заявление о внебрачных отношениях Клиффорда с некой Джейн Браун.
У барона было несколько внебрачных детей от нескольких любовниц, в том числе сыновья Томас и Энтони, упомянутые им в завещании. Позже Томас получил должность заместителя губернатора замка Карлайл (1537 год), а Энтони стал управляющим Каулинга, Грассингтона и Саттона. Первая жена родила Клиффорду двух сыновей, Генри и Томаса, и четырёх дочерей, в том числе Мабель (жену Уильяма Фицуильяма, 1-го графа Саутгемптона), Маргарет (жену сэра Катберта Радклиффа) и Элизабет (жену сэра Ральфа Боуса) Вторая жена родила ещё одну дочь, Доротею (жену сэра Хью Лоутера). 
Старший сын и наследник барона родился около 1493 года и воспитывался при дворе вместе с сыном короля, будущим Генрихом VIII. Отношения между двумя Клиффордами были очень сложными. Генри-старший жаловался на «безбожный и нечестивый характер» сына, на его расточительность, подходившую скорее герцогу, чем отпрыску барона. По словам Клиффорда, Генри-младший угрожал его слугам, присваивал десятину, собранную церковными учреждениями в северных графствах, избивал монастырских арендаторов и слуг, слушал «опасные советы некоторых злобных молодых джентльменов». Известно, что как минимум однажды сын барона попал в тюрьму Флит. Исследователи полагают, что отчасти в таком поведении молодого человека виноват его отец, оставивший сына при дворе и разрешивший ему вращаться в кругах высшей аристократии вместо того, чтобы держать его при себе и знакомить с обязанностями северного лорда.
Сэр Генри планировал женить старшего сына на Маргарет Толбот, дочери Джорджа Толбота, 4-го графа Шрусбери, но та умерла до обручения. В 1512 году Генри-младший женился на Маргарет Перси, дочери Генри Элджернона Перси, 5-го графа Нортумберленда, что ещё больше увеличило богатство и влияние семьи Клиффордов на северо-востоке.

## Личность
По мнению Саммерсона, Клиффорд был очень раздражительным человеком, и это должно было влиять на его отношения с вассалами; возможно, барон сам оказывался виновником беспорядков на севере, которые должен был предотвращать. Росс предположил, что ранняя потеря отца и необходимость скрываться от властей (пусть даже недолгое время) оказались травмирующим опытом, повлиявшим на всю последующую жизнь сэра Генри. Другие историки отмечают личную храбрость и эксцентричность как важные черты характера барона. Известно, что Клиффорд интересовался астрономией, астрологией и алхимией. Перед солнечным затмением 1502 году он построил башню Барден, которую использовал в качестве обсерватории. В этой башне барон проводил много времени как затворник, и существует мнение, что именно это стало причиной иска его жены в консисториальный суд.
Сэр Генри был очень религиозным человеком. В 1515 году он потратил большую сумму на строительство новой часовни в своих владениях.

## В культуре
Поэт Уильям Вордсворт посвятил Клиффорду две своих поэмы — «Песнь на пиру в замке Бруэм» и «Белая лань из Райлстона». В этих произведениях он дополняет биографию барона многочисленными живописными подробностями, рассказывая о его безмятежной жизни на лоне природы в юности, о возвращении в ряды аристократии после Босворта и о строительстве замка. Исследователь Кёртис Брэдфорд в связи с этим констатирует, что Вордсворт «не был полностью равнодушен к антикварному романтизму, столь характерному для его времени». Романистка викторианской эпохи Шарлотта Мэри Янг сделала Клиффорда героем одной из своих книг, причём сопоставила его жизнь в пастушьей хижине с бродяжничеством свергнутого короля Генриха VI; в изображении писательницы оба героя оказываются довольны своей участью и в какой-то момент встречаются, но не узнают друг друга.
Композитор Исаак Альбенис и либреттист Фрэнсис Мани-Каутсс создали оперу «Генри Клиффорд», премьера которой состоялась в 1895 году.